# 冷家驥
冷 家驥（れい かき、1888年 – 没年不詳）は、中華民国の実業家・政治家。北京実業界の有力者である一方、冀察政務委員会 、北平治安維持会、中華民国臨時政府、南京国民政府（汪兆銘政権）華北政務委員会で各職を歴任した。字は展麒。

## 事績
曁南学校と南洋法政学校を卒業。中国農工銀行総経理、銀行同業公会委員等を歴任した。1928年（民国17年）から1935年（民国24年）まで8年にわたり冷家驥は北平市商会主席を務め、また北平市参議会副議長も兼任している。
1935年（民国24年）12月21日、冷家驥は冀察政務委員会委員に特派され、翌1936年（民国25年）1月には同委員会経済委員となる。1937年（民国26年）4月2日、冀察政務委員会各職を辞任した。盧溝橋事件勃発後に日本軍が北平（北京）を占領すると、冷は北平市商会の指導者の1人として鄒泉蓀らと共に戦災対応に尽力した。同年7月30日に江朝宗を委員長とする北平治安維持会が成立し、冷は6人の常務委員の1人となった。ただし、北平治安維持会は単純な日本側の傀儡組織となったわけではなく、一定の時期までは国民政府側の張自忠（当時、天津市長）とも連絡を取り合い事態収拾に動いていた、との指摘もある。
1937年12月14日、中華民国臨時政府が創設されると北平治安維持会は解散され、北京特別市公署へと改組された。翌1938年（民国27年）1月7日、冷家驥は行政委員会参議に任命されている。汪兆銘政権成立と共に臨時政府が華北政務委員会に改組された後の1940年（民国29年）9月12日、冷は華北政務委員会委員に特派された。1941年（民国30年）8月24日には華北防共委員会総務処長を兼任している。1943年（民国32年）11月11日、華北政務委員会が改組された際に冷は委員を罷免された。
戦後における冷家驥の動向は不詳である。